# الاثار (الشعر)

تعديل مصدري - تعديل

الاثار محلة تابعة لقرية الهلتي، التابعة لعزلة الا ملؤك بمديرية الشعر إحدى مديريات محافظة إب في الجمهورية اليمنية، بلغ تعداد سكانها 60 حسب تعداد اليمن لعام 2004.